# Epeus Manger Cats
Epeus Manger Cats (Leeuwarden, 30 november 1822 - Groningen, 9 oktober 1896) was een Nederlandse politicus.

## Familie
Manger Cats werd geboren als telg uit het geslacht Cats en zoon van Samuel Hendrik Cats, belastingontvanger, en Catharina van Vierssen. Bij Koninklijk Besluit van 16 april 1829, nr 40, werd de achternaam Cats voor vader Samuel en zijn nakomelingen gewijzigd in Manger Cats. Hij trouwde in 1852 met zijn nicht Johanna Maria van Haersma de With (1823-1869), lid van de familie De With. Zij kregen acht kinderen, van wie er vier op jonge leeftijd overleden.

## Loopbaan
Hij studeerde rechten in Leiden. Hij werd burgemeester van Barradeel (1851-1857) en volgde in 1857 zijn broer Martinus op als burgemeester van Smallingerland. Hij betrok in Drachten het door zijn broer gebouwde Haersma State. Epeus had de bijnaam 'de witte Cats', zijn broer Martinus 'de zwarte Cats'. Het Manger Catsperk in Drachten is naar beide broers vernoemd.
In 1868 trad Manger Cats af als burgemeester en verhuisde naar Groningen. Hier overleed hij in 1896 op 73-jarige leeftijd.